# Johnny Cool, messaggero di morte
Johnny Cool, messaggero di morte (Johnny Cool) è un film del 1963 diretto da William Asher.
È un film drammatico statunitense sulla mafia italoamericana con Henry Silva, Elizabeth Montgomery, Sammy Davis jr. e Telly Savalas. È basato sul romanzo del 1959 The Kingdom of Johnny Cool di John McPartland.
Il film è noto in Italia anche con il titolo Johnny Coll, messaggero di morte.

## Trama
Durante la seconda guerra mondiale, il giovane siciliano Salvatore Giordano assiste all'omicidio di sua madre da parte dei nazisti mentre lui viene tratto in salvo da uno degli uomini di Salvatore Giuliano. Alcuni anni dopo, mentre Giordano partecipa a un matrimonio, deve darsi alla fuga e viene inseguito da un elicottero. Nello scontro a fuoco che ne segue, viene ferito. Si tratta però di una finzione, orchestrata da Johnny Colini, boss mafioso americano decaduto, in esilio forzato in Italia, che ha bisogno di lui per un regolamento di conti: ormai creduto morto, Salvatore deve sbarbarsi, ripulirsi, assumere un'altra fisionomia e un'altra identità. Con il nome di Johnny Cool, il boss lo invia negli Stati Uniti per vendicarsi di chi ha tramato per organizzare la sua caduta e l'allontanamento in Italia.
Una volta arrivato a New York, Johnny/Salvatore comincia con freddezza a eliminare uno per uno gli uomini nella lista che il boss gli ha consegnato; nel frattempo conosce la ricca Dare Guinness, divorziata; i due, oltre che amanti, diventano complici, ma i nemici di Colini, sentendosi in pericolo, picchiano pesantemente la donna in segno di "avvertimento". L'FBI si mette sulle loro tracce e quando la coppia va a Hollywood per far saltare in aria la villa del gangster Lennart Crandall, gli agenti individuano l'auto di Dare lasciata in strada. I due si erano separati e avevano programmato di incontrarsi più tardi, ma Dare, rendendosi improvvisamente conto che Johnny è un feroce assassino, rivela ai suoi nemici dove trovarlo e si arrende all'FBI. Johnny finisce nelle mani dei suoi rapitori e viene sottoposto a tortura.

## Produzione
Il film, diretto e prodotto da William Asher (su una sceneggiatura di Joseph Landon e sul soggetto di John McPartland, l'autore del romanzo), per la Chrislaw Productions fu girato fra settembre e ottobre 1962 a New York (Puccini's Restaurant), a Las Vegas (sequenze nel New Frontier Casino) e a Newport Beach in California (party sul battello). Il brano della colonna sonora The Ballad of Johnny Cool è composto da Sammy Cahn (parole) e James Van Heusen (musica).

## Distribuzione
Il film fu distribuito negli Stati Uniti dalla United Artists il 2 ottobre 1963 (première a Chicago il 30 agosto 1963).
Altre distribuzioni:
- in Francia il 17 gennaio 1964 (La revanche du sicilien)
- in Danimarca il 2 marzo 1964 (Johnny Cool - hævneren fra underverdenen)
- in Giappone il 23 maggio 1964
- in Portogallo (A Mafia Manda Matar)
- in Germania Ovest (Die Rache des Johnny Cool)
- in Grecia (I aftokratoria tou eglimatos)
- in Finlandia (Johnny Cool, alamaailman kuningas)
- in Spagna (Johnny, el frío)
- in Brasile (O Mensageiro da Vingança)
- in Italia (Johnny Cool, messaggero di morte)

## Critica
Secondo Leonard Maltin il film è uno "studio sadico su un gangster violento" e risulta un "racconto brutale reso in maniera realistica".

## Promozione
La tagline è: "Headline-Hot! The Terror Behind Cosa-Nostra-Brotherhood of Crime!".